# Louisiana
Louisiana (anglická výslovnost  [luˌiːziˈænə]IPA nebo  [ˌluːziˈænə]IPA, oficiálně State of Louisiana) je stát nacházející se na jihu Spojených států amerických, v oblasti západních jižních států v jižním regionu USA. Louisiana hraničí na východě s Mississippi, na severu s Arkansasem a na západě s Texasem. Jižní ohraničení státu tvoří Mexický záliv.

## Historie
Do oblasti dnešní Louisiany se první španělští průzkumníci dostali v roce 1528, žádné trvalé evropské osídlení zde však zřízeno nebylo. Od roku 1682 zabrali velkou část Severní Ameriky na západ od Mississippi Francouzi. Území tzv. Nové Francie tvořila kolonie Louisiana, která byla pojmenována na počest krále Ludvíka XIV. a jejíž nárokovaná oblast sahala až do Kanady. Postupně zakládané evropské osady se však koncentrovaly kolem delty Mississippi. Celý region získali na základě výsledku sedmileté války v roce 1762 Španělé, kteří jej začlenili do místokrálovství Nové Španělsko. Do francouzského vlastnictví se kolonie Louisiana vrátila roku 1800 a o tři roky později ji celou odkoupily Spojené státy. V oblasti delty Mississippi bylo v roce 1804 zřízeno orleanské teritorium, které v roce 1812 převzalo název po celé kolonii. Louisiana se 30. dubna 1812 stala 18. státem USA. Za americké občanské války byla Louisiana v letech 1861–1865 součástí Konfederace, k Unii byla opět připojena roku 1868.

## Symboly

### Vlajka
Louisianská vlajka je tvořena motivem ze státní pečetě Louisiany na tmavěmodrém listu, o poměru stran 7:11. Motivem je bílý pelikán s šedě-oranžovým zobákem, žluto-oranžovým peřím na hlavě a hnědou kresbou per na křídlech, s roztaženými křídly a skloněnou hlavou, hledící heraldicky vlevo a sedící na nad žluto-hnědým hnízdem s hnědým vnitřkem a s třemi bílými mláďaty s oranžovými zobáky. Na hrudi pelikána jsou tři červené kapky krve. Pod hnízdem je bílá, šedě stínovaná stuha s modrým anglickým mottem „UNION JUSTICE CONFIDENCE“ (česky Jednota, spravedlnost, důvěra). Středem emblému je trojúhelník tvořený kapkami krve, nejvyšší bod hlavy pelikána je ve vzdálenosti 5,25 šířky vlajky od spodního okraje a šířka emblému je 6/11 délky vlajky.
Historie pelikána na vlajce Louisiany sahá do středověku, kdy lidé věřili, že pelikáni krmí svá mláďata vlastní krví.

## Geografie
Se svou rozlohou 135 382 km² je Louisiana 31. největším státem USA, v počtu obyvatel (4,7 milionů) je 25. nejlidnatějším státem a s hodnotou hustoty zalidnění 41 obyvatel na km² je na 24. místě. Hlavním městem je Baton Rouge s 230 tisíci obyvateli. Největšími městy jsou New Orleans s 390 tisíci obyvateli, dále Shreveport (200 tisíc obyv.), Lafayette (130 tisíc obyv.) a Lake Charles (80 tisíc obyv.). Louisianě patří 639 km pobřeží Mexického zálivu. Nejvyšším bodem státu je vrchol Driskill Mountain s nadmořskou výškou 163 m na severu státu. Největšími toky jsou řeky Mississippi, která tvoří část hranice se státem Mississippi, a Pearl, které se obě vlévají do Mexického zálivu, a Red.

## Obyvatelstvo

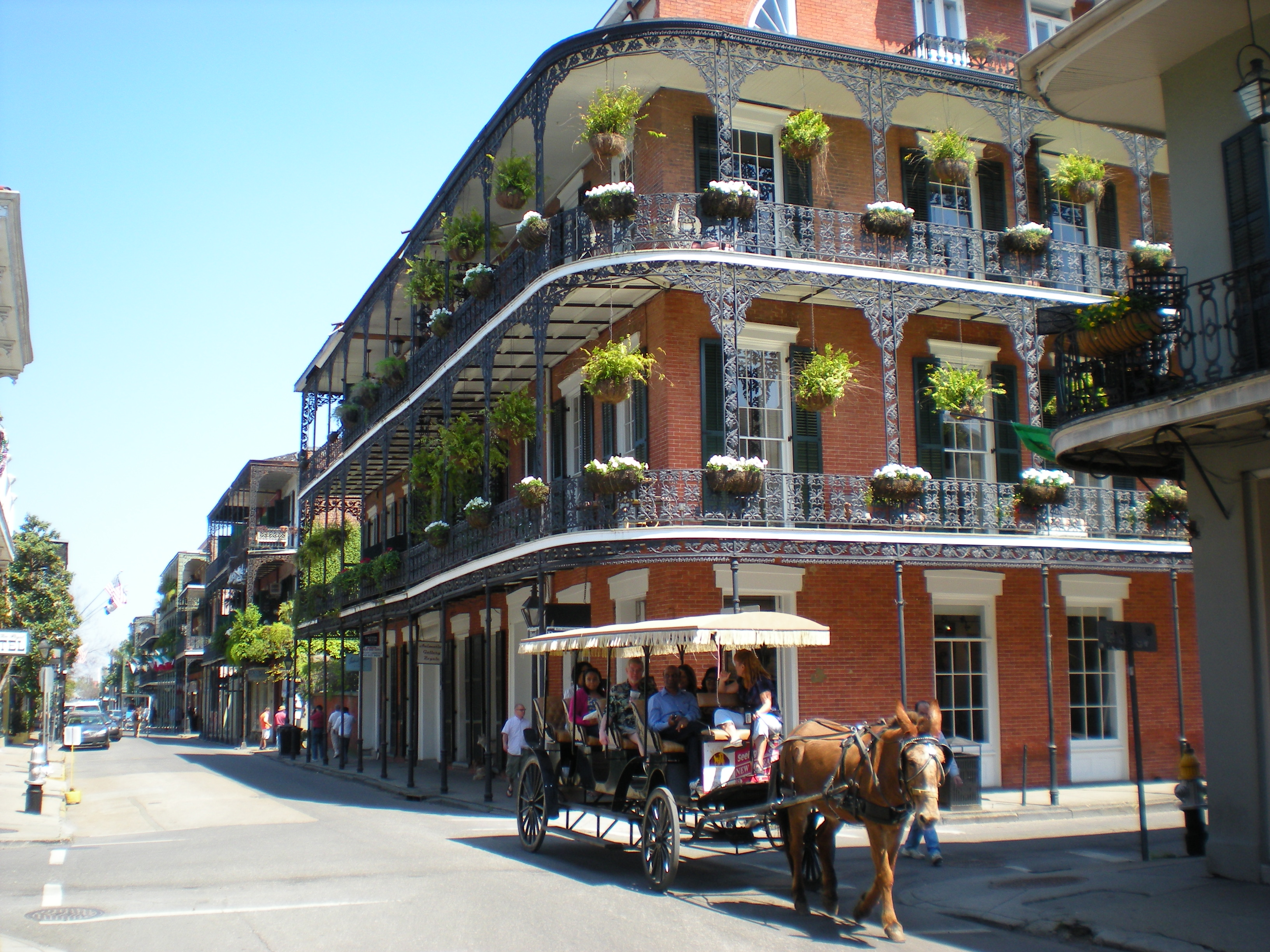
Francouzská čtvrť v New Orleans

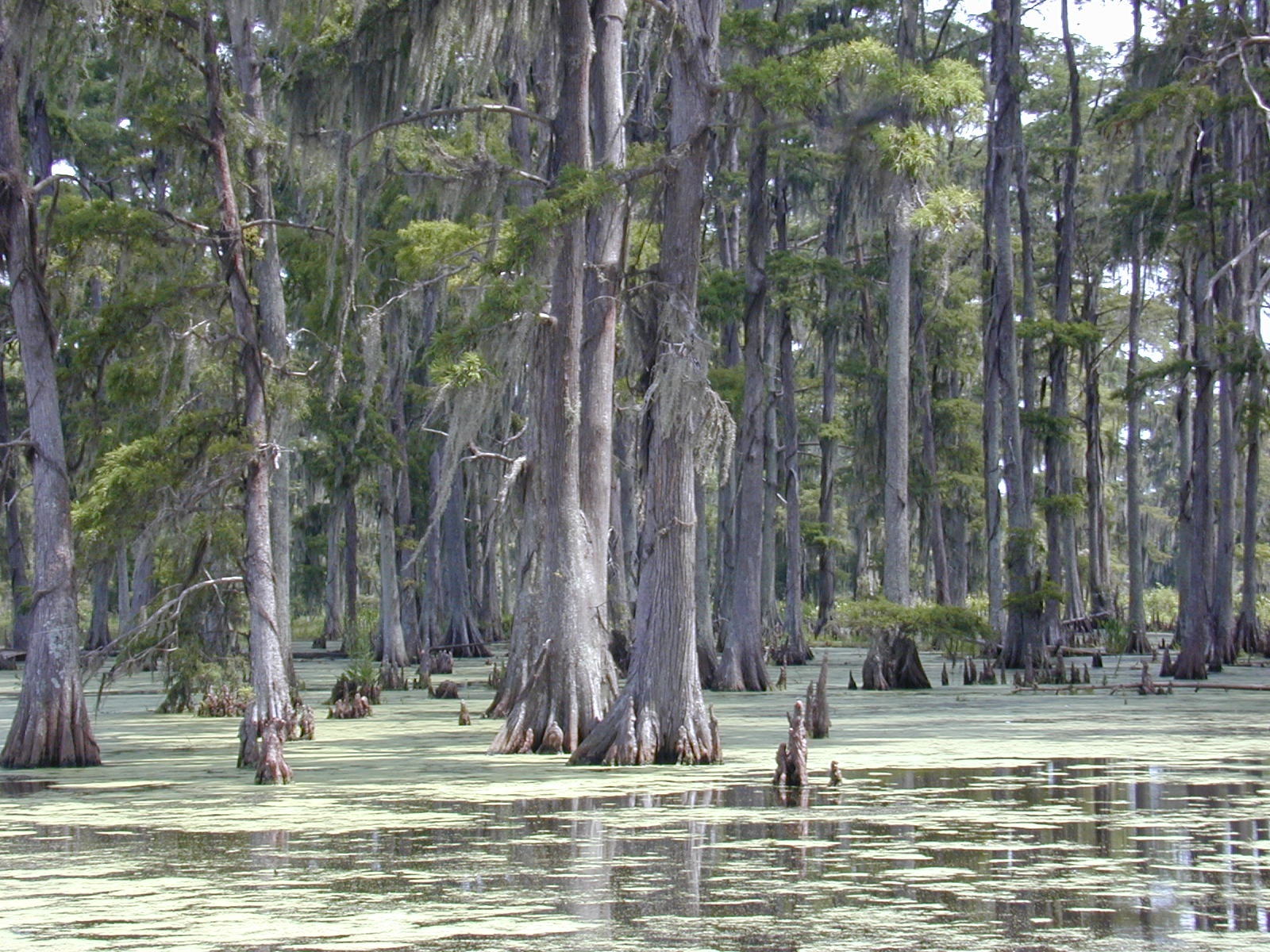
Bažinný les v Louisianě

Podle sčítání lidu z roku 2010 zde žilo 4 533 372 obyvatel.
Stát Louisiana je velice specifický původem svých obyvatel. Na počátku 18. století region kolonizovali Francouzi (zachoval se po nich i název největších měst New Orleans nebo Baton Rouge). Velkého hromadného osídlení se oblasti dostalo, když Britové v 18. století odsunovali francouzsky mluvící obyvatele z oblasti Akádie, dnešních kanadských provincií Nový Brunšvik, Ostrov prince Edvarda a Nové Skotsko na východě země. Tito francouzští Akáďané se usazovali v bažinaté deltě největší americké řeky Mississippi. Dodnes v mnoha farnostech převažují francouzská příjmení, nebo se dokonce doma mluví francouzsky, nebo kreolským jazykem vycházejícím z francouzštiny, který se nazývá louisianská kreolština.[zdroj⁠?!] Stát obývá také velké množství černochů, potomků afrických otroků na plantážích a původního britského obyvatelstva.
Největší město je New Orleans, to je známo převážně jazzem, recepty na pokrmy vyrobené z čerstvých mořských produktů a oslavami masopustu (francouzsky   Mardi Gras).[zdroj⁠?!]
Velký zásah do života zdejších lidí znamenal katastrofální hurikán Katrina v roce 2005, který zpustošil pobřeží Alabamy, Mississippi a Louisiany a zaplavil město New Orleans, když se provalily ochranné hráze. Dnes se jih Louisiany opět probouzí k životu s mnoha investicemi plynoucími od federální vlády, jakož i soukromých firem a osob. Brad Pitt je jednou ze známých osobností, jehož nezisková organizace staví pro ty nejchudší obyvatele domy se solárními panely plné zvláštní architektury.[zdroj⁠?!]

### Rasové složení
- 62,6 % Bílí Američané
- 32,0 % Afroameričané
- 0,7 % Američtí indiáni
- 1,5 % Asijští Američané
- 0,0 % Pacifičtí ostrované
- 1,5 % Jiná rasa
- 1,6 % Dvě nebo více ras

Obyvatelé hispánského nebo latinskoamerického původu, bez ohledu na rasu, tvořili 4,2 % populace.
Cajunové, potomci francouzských Akáďanů, si udrželi svou svéráznou kulturu.

### Náboženství
- Křesťané — 90 %
  - protestanti — 60 %
    - baptisté — 38 %
    - metodisté — 4 %
    - letniční církve — 2 %
    - jiní protestanti – 16 %

  - římští katolíci — 30 %
  - jiní křesťané — 1 %
- jiná náboženství — <1 %
- bez vyznání — 10 %

## Kriminalita
Louisiana od roku 1989 stojí v čele žebříčku amerických států v počtu vražd na hlavu. Nebezpečná jsou zvláště větší města jako New Orleans a Baton Rouge, resp. jejich sociálně vyloučené čtvrti.
Proto soudní systém není k rušitelům zákona nijak milosrdný – s počtem 853 uvězněných na 100 000 obyvatel se řadí Louisiana na první příčku nejen v USA, ale i ve světě. Důvodem pro vysoké tresty je ale podle některých i pronikání soukromého kapitálu do vězeňského průmyslu a budování soukromých věznic (tzv. vězeňsko-průmyslový komplex), který konkrétně v Louisianě má objem 182 milionů dolarů. V rámci Reaganovy války s drogami byly od poloviny 80. let 20. století celonárodně novelizovány tresty za držení a užívání drog, směrem k vyšším dobám odnětí svobody. Zhruba polovina odsouzených si tresty odpykává za porušení protidrogových zákonů.
V roce 2013 bylo v Louisianě ve vazbě nebo vězení drženo 1,42 % dospělé populace. Tento podíl obyvatelstva je největší v USA a na světě (zhruba 13× větší než v Číně). Většina z těchto 50 100 jedinců je držena v soukromě vlastněných for-profit (ziskem motivovaných) věznicích, mezi jejichž vlastníky patří (typicky pro tento stát) šerifové odlehlých venkovských okrsků.

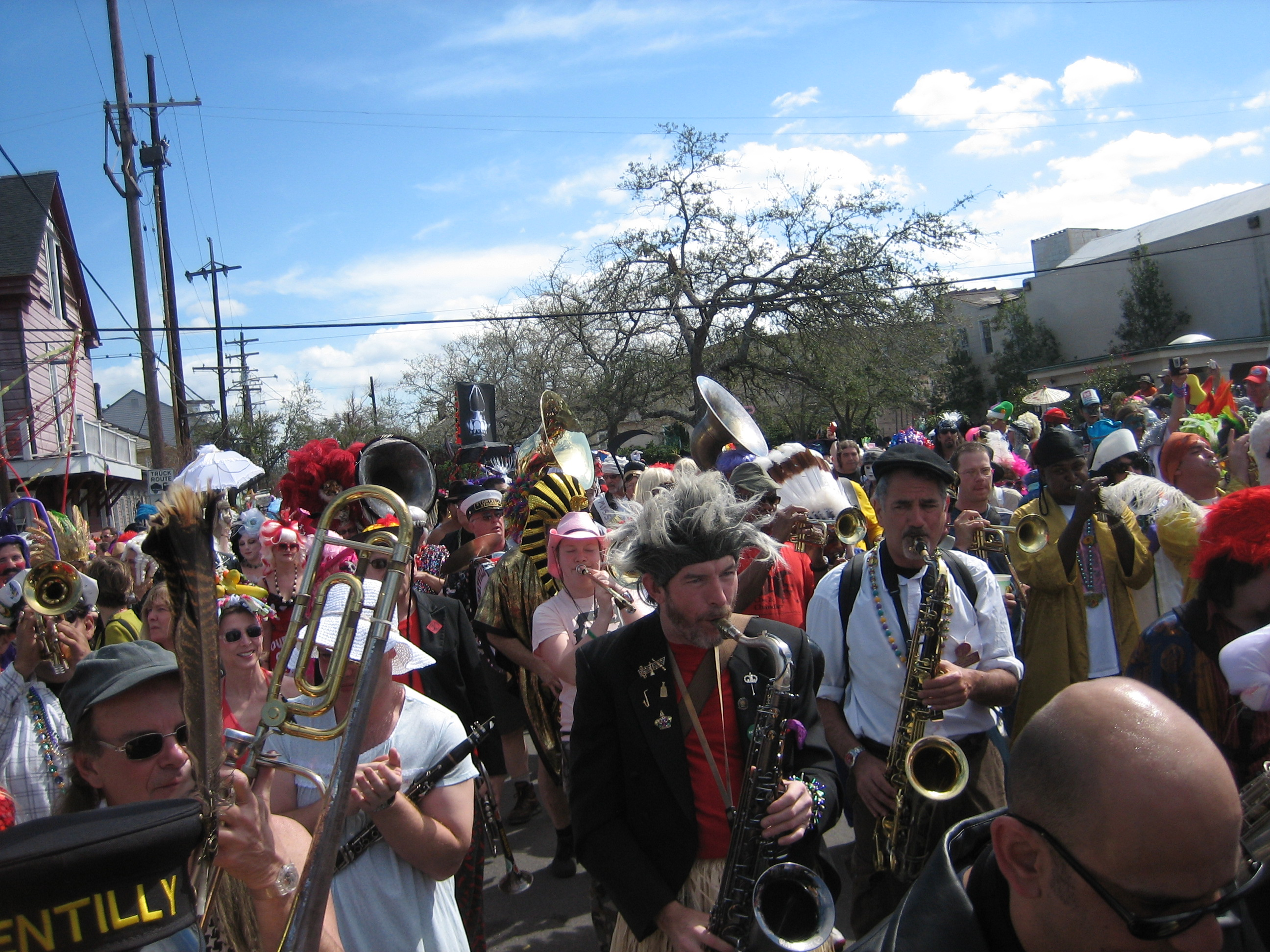
Karneval Mardi Gras v New Orleans

## Zajímavosti
- Na území státu se nachází druhý nejdelší most světa – Most přes jezero Pontchartrain.
- Louisiana využívá na rozdíl od zbytku USA kontinentální evropské právo francouzského typu (základ práva v ostatních státech tvoří angloamerické právo).